# Anyolí Ábrego
Anyoli Amorette Abrego Sanjur, (nacida el 16 de noviembre de 1987) es una modelo panameña y ganadora del concurso de belleza Señorita Panamá 2010 el 8 de julio de 2010. Representó a Panamá en el 59° Miss Universo 2010 que se llevó a cabo en el Mandalay Bay Events Center, Las Vegas, Nevada, Estados Unidos, el 23 de agosto de 2010. 

## Biografía
Los inicios de Abrego en el mundo del modelaje se dieron cuando se unió al concurso "Chica Modelo" en 2006, donde ganó a los 19 años. También le dio la oportunidad de trabajar para Physical Modelos, su agencia de modelos oficial a partir de hoy. Como modelo, Anyoli ha aparecido en calendarios, comerciales y azafata de diferentes eventos.Anyoli también compitió en el Ford Super Modelo del Mundo 2006 en Nueva York, en el Miss Modelo del Mundo 2009, donde llegó a la ronda semifinal. Allí ganó el concurso Miss Belleza Internacional 2007 en Ecuador  y el Miss Pacífico 2010 en Playa Linda, Chiapas, México, donde quedó primera finalista, posteriormente Abrego asumió el título de Miss Pacífico cuando la Organización Miss Pacífico le revocó la corona. del entonces titular reinante.